# Rick Bonadio
Ricardo "Rick" Bonadio (São Paulo, 21 de junho de 1969), também conhecido como Creuzebeck, é um produtor musical, compositor, empresário e multi-instrumentista brasileiro. Começou a sua carreira na música em 1980, e tornou-se conhecido por produzir bandas como Mamonas Assassinas, Charlie Brown Jr. e NX Zero. 

## Carreira
Iniciou sua carreira nos anos 1980 como músico, tendo aberto em seguida um pequeno estúdio chamado Bonadio Produções. Em 1989, juntou-se a Fernando Araújo, onde fizeram uma dupla de rap, Rick & Nando, lançando um disco de vinil no mesmo ano, considerado um dos primeiros discos de rap do Brasil.
Nos anos 90 começou a se destacar trabalhando com músicos do rock cristão, como a banda Katsbarnea e seu vocalista, Brother Simion. Em 1991, trabalhou como tecladista e engenheiro de som no disco Vida, Jesus & Rock'n'Roll, da banda Resgate. No verão de 1993 trabalhou no primeiro disco do grupo Renascer Praise, considero o maior grupo de Música cristã da América Latina. Nesta época, foi pela primeira vez produtor, no disco Brother, de Brother Simion, considerado o 41º maior álbum da música cristã brasileira.
Anos mais tarde, foi o produtor que descobriu, produziu e empresariou o fenômeno Mamonas Assassinas, e desde então tornou-se um dos produtores musicais mais requisitados do Brasil. Com a banda, recebeu o apelido de Creuzebek. Bonadio também, por vários anos, trabalhou em parceria com os produtores Paulo Anhaia e Rodrigo Castanho.
Logo depois lançou e produziu a banda Charlie Brown Jr., e seguiu trabalhando em seu estúdio com artistas multinacionais da música no Brasil.
Além de produtor musical e compositor, também foi jurado do programa Popstars, no SBT, exibido em duas temporadas. Na primeira, exibida em 2002, foi formada a banda pop feminina Rouge, extinta no fim de 2005. A segunda temporada, exibida em 2003, revelou a banda pop masculina Br'oz. Ainda na televisão, é produtor musical do quadro Olha a Minha Banda, do Caldeirão do Huck, onde ajuda bandas iniciantes a alcançarem o estrelato.
Entre 1998 e 2002, Bonadio foi diretor geral e artístico da divisão brasileira da gravadora Virgin Records, cuja operação brasileira foi posteriormente absorvida pela EMI Music. Em 2001, pouco antes de deixar o cargo, criou a gravadora e produtora Arsenal Music, responsável por bandas como Fresno, NxZero, Tihuana, CPM 22 e Hateen, entre outras. O catálogo da gravadora foi distribuído pela Sony Music entre 2001 e 2005, quando a operação foi assumida pela Universal Music.
Em 2011, foi jurado do programa Ídolos, da RecordTV, junto de Luiza Possi e Marco Camargo, chegando a ser responsável pela produção e composição dos álbuns do grupo Rebeldes, originário da novela Rebelde, exibida pela emissora. Em 2012, vende definitivamente a Arsenal Music para a Universal Music, transferindo os artistas para lá e dando fim a gravadora. No mesmo ano, cria sua nova gravadora própria, a Midas Music. Em 2013, estreou o reality show musical Fábrica de Estrelas, no Multishow, que mostrava o dia a dia do produtor, seus trabalhos com grandes artistas e também uma disputa entre novas cantoras para a formação de uma girlband, o grupo Girls.
Em 2016, foi jurado e produtor da versão brasileira do programa X Factor. Atualmente, é diretor geral da gravadora Midas Music e do Estúdio Midas, um dos maiores estúdios da América Latina.

## Vida pessoal
Filho de uma costureira e de um dono de loja de autopeças, Rick foi casado com Suseth Marcellon, com quem tem dois filhos, Gabriela e Leonardo. Atualmente é casado com a coreógrafa Paula Peixoto Bonadio. Em 23 de novembro de 2019, nasceu Eva, a primeira filha do casal.

## Produções

### Álbuns
- 1989: Rick e Nando - Rick e Nando (sintetizadores e produção musical)
- 1991: Vida, Jesus & Rock'n'Roll - Resgate (teclado e engenharia de áudio)
- 1992: Brother - Brother Simion (produção musical e mixagem, com Brother Simion)
- 1992: Cristo ou Barrabás - Katsbarnea (produção musical)
- 1993: Novos Rumos - Resgate (teclado e engenharia de áudio)
- 1994: Esperança - Brother Simion (produção musical e mixagem, com Brother Simion, sequencer, guitarra wah-Wah e teclados)
- 1995: Mamonas Assassinas - Mamonas Assassinas (produção musical, teclados, triângulo, scratch e Wah Wah)
- 1997: Transpiração Contínua Prolongada - Charlie Brown Jr. (produção musical e guitarra)
- 1998: Atenção, Creuzebek: a Baixaria Continua! - Mamonas Assassinas (produção musical e guitarra)
- 1998: Rodolfo & ET - ET & Rodolfo (produção musical, com Alex Gill)
- 1999: Preço Curto... Prazo Longo - Charlie Brown Jr. (produção musical, com Tadeu Patola)
- 1999: 18 Anos sem Tirar! - Ultraje a Rigor (produção musical, com Rafael Ramos)
- 1999: Los Hermanos - Los Hermanos (produção musical)
- 2000: Praise - Resgate (estúdio)
- 2000: Todo Mundo Doido - O Surto (produção musical, com Rodrigo Castanho)
- 2002: Rouge - Rouge (produção musical, mixagem e masterização, com Paulo Anhaia)
- 2002: Rouge Remixes - Rouge (produção musical)
- 2002: Eu Sou Assim - Luiza Possi (produção musical)
- 2002: Eu Continuo de Pé - Resgate (estúdio)
- 2003: C'est La Vie - Rouge (produção musical)
- 2003: Br'oz - Br'oz (produção musical)
- 2003: Aqui ou em Qualquer Lugar - Tihuana (produção musical, com Rodrigo Castanho)
- 2003: Tudo Outra Vez - LS Jack (produção musical)
- 2004: Pro Mundo Levar - Luiza Possi (produção musical)
- 2004: Segundo Ato - Br'oz (produção musical)
- 2004: Blá Blá Blá - Rouge (produção musical)
- 2004: Acústico MTV - Ira! (produção musical)
- 2004: Iara Negrete Canta Divas - Acústico - Iara Negrete (produção musical)
- 2004: Tamo aí na Atividade - Charlie Brown Jr. (produção musical)
- 2005: Imunidade Musical - Charlie Brown Jr. (produção musical)
- 2005: Tihuana - Tihuana (produção musical, com Rodrigo Castanho)
- 2005: Mil e Uma Noites - Rouge (produção musical)
- 2006: Cidade Cinza - CPM 22 (produção musical, com Paulo Anhaia e Rodrigo Castanho)
- 2006: NX Zero - NX Zero (produção musical, com Rodrigo Castanho)
- 2006: Rastaclone - Rastaclone (produção musical)
- 2006: Vou Tirar Você Desse Lugar: Tributo a Odair José - Vários artistas (produção musical)
- 2006: Procedimentos de Emergência - Hateen (produção musical)
- 2006: Um Dia de Cada Vez - Tihuana (produção musical, com Rodrigo Castanho)
- 2006: Vicious - Supla (produção musical, com Rodrigo Castanho)
- 2006: Eu Sou 300 - Sérgio Britto (produção musical)
- 2007: MTV ao Vivo - 5 Bandas de Rock - Vários artistas (produção musical, com Paulo Anhaia e Lampadinha)
- 2007: Invisível DJ - Ira! (produção musical)
- 2007: Country Star - Nathalia Siqueira (produção musical)
- 2008: Redenção - Fresno (produção musical, com Paulo Anhaia e Rodrigo Castanho)
- 2008: Agora - NX Zero (produção musical, com Rodrigo Castanho)
- 2008: Ao Vivo - Nathalia Siqueira (produção musical)
- 2008: O que se Leva da Vida, é a Vida que se Leva - Tulio Dek (produção musical, com DJ Cuca)
- 2009: Gloria - Gloria (produção musical)
- 2009: One: 16 Hits - Mamonas Assassinas (produção musical)
- 2009: Sete Chaves - NX Zero (produção musical)
- 2009: Sacos Plásticos - Titãs (produção musical)
- 2009: Camisa 10 (Joga Bola Até na Chuva) - Charlie Brown Jr. (produção musical)
- 2010: Hiperativo - Strike (produção musical)
- 2010: Projeto Paralelo - NX Zero (produção musical)
- 2010: Fake Number - Fake Number (produção musical)
- 2010: Manu Gavassi - Manu Gavassi (produção musical, com André Jung)
- 2010: Revanche - Fresno (produção musical)
- 2011: Multishow ao Vivo: NX Zero 10 Anos - NX Zero (produção musical)
- 2011: Rebeldes - Rebeldes (produção musical)
- 2011: Pelados em Santos - Mamonas Assassinas (produção musical)
- 2012: Julie e os Fantasmas - Elenco de Julie e os Fantasmas (produção musical)
- 2012: Rebeldes: Ao Vivo - Rebeldes (produção musical)
- 2012: Tudo de Novo - Negra Li (produção musical)
- 2012: Em Comum - NX Zero (produção musical)
- 2012: Meu Jeito, Seu Jeito - Rebeldes (produção musical)
- 2013: Clichê Adolescente - Manu Gavassi (produção musical)
- 2013: De Sol a Sol / Bora Viver - Planta & Raiz (produção musical)
- 2013: Girls - Girls (produção musical)
- 2017: Maravilhosa - Ravena (produção musical)
- 2017: Kell Smith - Kell Smith (produção musical)
- 2017: Feh Simionato
- 2019: De Maria - Ela
- 2020: A Bolha - Vitor Kley

### Faixas individuais
| Ano  | Artista                    | Faixas                                 | Álbum            |
| ---- | -------------------------- | -------------------------------------- | ---------------- |
| 2012 | Da Lou                     | "A Noite"                              |                  |
| 2013 | Fernando & Sorocaba        | "Voa, Voa"                             |                  |
| 2013 | Rouge                      | "Tudo é Rouge"                         |                  |
| 2013 | Rouge                      | "Tudo Outra Vez"                       |                  |
| 2013 | Negra Li & Luciana Andrade | "Monkey See Monkey Do"                 |                  |
| 2013 | Fiuk                       | "Eu Não Sou Normal" (part. Thiaguinho) | Vira-Lata        |
| 2013 | Fiuk                       | "Pra Começar" (part. Rappin Hood)      | Vira-Lata        |
| 2013 | Di Ferrero & Manu Gavassi  | "HashTag"                              |                  |
| 2013 | Sambô                      | "Ligação"                              |                  |
| 2013 | Luiza Possi                | "Letra e Música" (part. Projota)       | Dois (Com)Passos |
| 2013 | Lorenzo Carvalho           | "Understand?" (part. Girls)            |                  |
| 2018 | Vitor Kley                 | "O Sol"                                | Adrenalizou      |

## Filmografia
| Ano     | Título               | Papel           | Nota                       |
| ------- | -------------------- | --------------- | -------------------------- |
| 2002–03 | Popstars             | Jurado / Mentor |                            |
| 2008–09 | Caldeirão do Huck    | Jurado / Mentor | Quadro: Olha a Minha Banda |
| 2011    | Ídolos               | Jurado / Mentor | Temporada 6                |
| 2012    | Rebeldes para Sempre | Ele mesmo       | Especial de fim de ano     |
| 2013    | Fábrica de Estrelas  | Jurado / Mentor |                            |
| 2016    | X Factor Brasil      | Jurado / Mentor |                            |
| 2018    | Agora É Domingo      | Jurado          | Quadro: Caixa de Talentos  |